# Bandera Ambilamp
La Bandera Ambilamp es una competición anual de remo, concretamente de traineras, que se celebró en diversas localidades de País Vasco entre los años 2008 y 2016, patrocinada por Ambilamp - Asociación para el reciclaje de lámparas y organizada por varios clubes de País Vasco.
Esta regata fue puntuable bien para la Liga ARC (temporadas 2008 y 2009), bien para la Liga ACT (temporadas 2010 a 2016) en función de en cuál de ellas militase el correspondiente club organizador, ya que tanto la Liga ACT como la Liga ARC exigen a los clubes que participan en dichas competiciones la organización de al menos una regata.

## Historia
La primera edición se celebró en Guecho (Vizcaya) y estuvo organizada por el Club de Remo Guecho formando parte del calendario de regatas del Grupo 1 de la Liga ARC en la temporada 2008. El campo de regatas se ubicó en la desembocadura de la ría de Bilbao y las balizas de salida y meta se colocaron frente la  Puerto Viejo de Algorta.
En la temporada 2009, y también puntuable para el Grupo 1 de la Liga ARC, fue organizada por el Club de Remo Aita Mari de Zumaya (Guipúzcoa) y el campo de regatas se situó al norte de la población con las balizas de salida y meta colocadas frente a la punta del dique de la desembocadura del río Urola y con las calles dispuestas en paralelo a la costa en el ámbito de la rasa mareal entre Deva y Zumaya.
Finalmente, en las temporadas 2010 a 2016 y dentro del calendario de la Liga ACT, la organización quedó a cargo de la Sociedad Deportiva de Remo Kaiku de Sestao (Vizcaya). El campo de regata se situó en el tramo final de la ría de Bilbao con la línea de balizadas de salida y meta ubicadas frente a la Casa consistorial de Portugalete y discurrieron en paralelo al Muelle de hierro de Portugalete y cruzando bajo el puente colgante.
No se disputó el año 2014.
En la temporada 2010, se organizó la única edición de la regata femenina incluida en la Liga ACT femenina. Se disputó la misma fecha que la regata masculina en aguas de la ría de Bilbao, en la localidad de Portugalete.
En categoría masculina y en todos los campos de regatas se bogaron cuatro largos y tres ciabogas lo que totalizaron un recorrido de 3 millas náuticas que equivalen a 5556 metros, en categoría femenina se remaron dos largos y una ciabogas lo que supuso un recorrido de 1.5 millas náuticas que equivalen a 2778 metros.

## Categoría masculina

### Historial
| Edición | Año  | Ganador      | Segundo      | Tercero      |
| ------- | ---- | ------------ | ------------ | ------------ |
| I       | 2008 | Kaiku        | Camargo      | San Juan     |
| II      | 2009 | Santurtzi    | Camargo      | San Juan     |
| III     | 2010 | Astillero    | San Juan     | Orio         |
| IV      | 2011 | Hondarribia  | San Pedro    | Kaiku        |
| V       | 2012 | Kaiku        | Hondarribia  | Urdaibai     |
| VI      | 2013 | Tirán        | Orio         | Kaiku        |
|         | 2014 | no disputada | no disputada | no disputada |
| VII     | 2015 | Hondarribia  | Urdaibai     | San Juan     |
| VIII    | 2016 | Urdaibai     | Hondarribia  | Kaiku        |

### Palmarés
| Victorias | Club        | Años       |
| --------- | ----------- | ---------- |
| 2         | Kaiku       | 2008, 2012 |
| 2         | Hondarribia | 2011, 2015 |
| 1         | Santurtzi   | 2009       |
| 1         | Astillero   | 2010       |
| 1         | Tirán       | 2013       |

## Categoría femenina

### Historial
| Edición | Año  | Ganadora  | Segunda | Tercera |
| ------- | ---- | --------- | ------- | ------- |
| I       | 2010 | Guipúzcoa | Galicia | Vizcaya |

### Palmarés
| Victorias | Club      | Años |
| --------- | --------- | ---- |
| 1         | Guipúzcoa | 2010 |